# Phish
Phish je americká rocková skupina. Skupina vznikla na University of Vermont v roce 1983. Původními členy byli Trey Anastasio, Jeff Holdsworth, Mike Gordon a Jon Fishman.

## Diskografie
- Phish (1986)
- The Man Who Stepped into Yesterday (1987)
- Junta (1989)
- Lawn Boy (1990)
- A Picture of Nectar (1992)
- Rift (1993)
- Hoist (1994)
- Billy Breathes (1996)
- The Story of the Ghost (1998)
- The Siket Disc (1999)
- Farmhouse (2000)
- Round Room (2002)
- Undermind (2004)
- Joy (2009)
- Fuego (2014)
- Big Boat (2016)
- Sigma Oasis (2020)